# Glogovica (Bośnia i Hercegowina)
Glogovica (cyr. Глоговица) – wieś w Bośni i Hercegowinie, w Republice Serbskiej, w mieście Doboj. W 2013 roku liczyła 517 mieszkańców.